# Кириасис, Сандра
Сандра Кириасис (нем. Sandra Kiriasis, в девичестве Прокофф (нем. Prokoff), род. 4 января 1975 года, Дрезден, ГДР) — немецкая бобслеистка, пилот, олимпийская чемпионка 2006 года, многократная чемпионка мира и Европы, 9-кратная обладательница Кубка мира.

## Карьера
Сандра с 1985 года занималась санным спортом, в 2000 году перешла в бобслей. Первый крупный успех пришёл к ней в 2002 году на Олимпийских играх в Солт-Лейк-Сити, где она в паре с Ульрике Хольцнер завоевала «серебро». До этого немка дважды финишировала второй по итогам кубкового сезона (2000/01 и 2001/02).
С сезона 2002/03 Сандра Прокофф-Кириасис на протяжении 9 сезонов никому не отдавала звание обладателя Кубка мира, ежегодно выигрывая медали чемпионатов мира, а сезона 2004/05 — ещё и медали чемпионатов Европы. 
На Олимпийских играх 2006 года в Турине Сандра одержала победу в паре с Аней Шнайдерхайнце, на Играх 2010 года её двойка с Кристин Зенкель была четвёртой. На Олимпийских играх 2014 года в Сочи в экипаже с разгоняющей Франциской Фриц заняла пятое место (второе среди команд из Европы). После Олимпийских игр 2014 года завершила карьеру.
В 2017 году тренировала женскую сборную Ямайки по бобслею и помогла команде впервые отобраться на Олимпийские игры 2018 года.

### Кубок мира
| 2002/03 | 1. | 246  |
| 2003/04 | 1. | 196  |
| 2004/05 | 1. | 645  |
| 2005/06 | 1. | 570  |
| 2006/07 | 1. | 730  |
| 2007/08 | 1. | 1735 |
| 2008/09 | 1. | 1679 |
| 2009/10 | 1. | 1608 |
| 2010/11 | 1. | 1711 |